# تريامسينولون هيكساسيتونيد
تريامسينولون هيكساسيتونيد، الذي يُباع تحت الاسم التجاري أريستوسبان وغيره، هو دواء يُستخدم لعلاج التهاب المفاصل مجهول السبب عند الأطفال (JIA). يُمكن استخدامه أيضًا لعلاج النقرس والتهاب الجراب والتهاب الأوتار.إذ يُحقن مباشرة في المفصل. تستمر التأثيرات لمدة تصل إلى 4 أسابيع. و قد يُستخدم أسيتونيد تريامسينولون كبديل.
قد تشمل الآثار الجانبية القلق والتورم وزيادة خطر الإصابة بالعدوى ومشاكل النوم ومرض القرحة الهضمية. كما يُحتمل أن تشمل الآثار الجانبية النادرة تمزق الأوتار واعتلال المشيمية الشبكية المصلي المركزي. فهو في المقام الأول عبارة عن جلوكوكورتيكويد مع تأثيرات قشرية معدنية قليلة.
حصل على موافقة الاستخدام طبيًا في الولايات المتحدة في عام 1969. وهو مدرج في قائمة الأدوية الأساسية لمنظمة الصحة العالمية. في المملكة المتحدة، و تبلغ تكلفة قارورة 20 ملغ لهيئة الخدمات الصحية الوطنية حوالي 12 جنيهًا إسترلينيًا ابتداءا منذ عام 2023.